# Computer Games (Mi-Sex)
Computer Games è un singolo del gruppo musicale neozelandese Mi-Sex, pubblicato nel settembre 1979 come secondo estratto dal primo album in studio Graffiti Crimes.

## Successo commerciale
Il singolo ottenne successo a livello mondiale.